# Body Talk
Body Talk es un álbum de estudio que grabó como líder el guitarrista de jazz norteamericano George Benson y fue el sexto álbum para el sello CTI Records (contando sus otras tres grabaciones para A&M). En todos los temas le acompaña Earl Klugh como guitarra rítmica y solista, así como una sección rítmica formada por Harold Mabern al Fender Rhodes, Jack DeJohnette a la batería, Ron Carter al contrabajo, Gary King al bajo eléctrico en el tema "Body Talk" y el percusionista Mobutu a las congas.
Incorpora también una sección de vientos de seis instrumentos, con un saxo tenor (Frank Foster), dos trombones (Gerald Chamberlain y Dick Griffin), y los trompetistas Jon Faddis, John Gatchell y Waymon Reed.

## Antecedentes
Había pasado casi 1 año y medio desde su anterior trabajo y Benson era ya una estrella de la guitarra de jazz cuando este álbum llegó a las estanterías en 1973.
Con el jazz electrificado ganando cada vez más adeptos, y tomando ejemplo de las listas de soul del momento, Benson dio un giro decidido hacia el R&B en este lanzamiento, alejándose aquí de los arreglos de Don Sebesky, para transmitir el groove y un estilo más funky, para lo que cuenta con la inestimable colaboración de Pee Wee Ellis. Ellis, por entonces director musical de CTI, ayudó a crear el sonido que definió la música de James Brown a finales de los 60, convirtiéndose en una presencia importante como arreglista en el sello Kudu de Creed Taylor, lo que le convirtió en la persona perfecta para encargarle los arreglos de vientos de big band que se sobregrabaron en tres temas: "Plum", "Body Talk" y "Top of the World".
El LP de 1973 fue lanzado tanto en sonido estéreo como cuadrafónico. En 1989 se publica la edición remasterizada en CD y en 2018 
este álbum se reedita por el sello Vocalion en formato Super Audio CD (SACD).

## Recepción y críticas
Según Dan Bilawsky de All About Jazz, aunque a veces se pasa por alto Body Talk, en favor de los estupendos Beyond the Blue Horizon (CTI, 1973) y White Rabbit (CTI, 1973) de Benson, los ritmos fluidos, los arreglos únicos y la interpretación estelar a la guitarra, hacen de este álbum uno de los más destacados de la larga e impresionante discografía del guitarrista.
Para Richard S. Ginell de AllMusic Benson dio un giro decidido hacia el R&B demostrando ser un formidable guitarrista sin ningún problema para manejar cualquier tipo de groove así como para combinar su lado más jazzistico y en el que Earl Klugh también tiene algunos solos de gran virtuosismo.

## Portada
La portada y contraportada del LP original de Body Talk de 1973 fue diseñada por Bob Ciano y en ella aparece como tema central una fotografía de Pete Turner titulada “Puerta de Granero” (Barn Door) tomada en Escandinavia en 1966.y que se encuentra también en su libro The Color of Jazz publicado por Rizzoli en 2006.

## Lista de temas
Todos los temas compuestos por George Benson excepto los indicados.
| n.º | Título                | Compositor/es             | Duración |
| --- | --------------------- | ------------------------- | -------- |
| 1.  | "Dance                |                           | 8:22     |
| 2.  | "When Love Has Grown" | D. Hathaway / G. McDaniel | 5:03     |
| 3.  | "Plum"                |                           | 5:11     |
| 4.  | "Body Talk"           |                           | 8:21     |
| 5.  | "Top Of The World"    |                           | 9:45     |
| 6*. | "Body Talk"           |                           | 9:21     |

(*)  Tema adicional en el CD de 1989. Nueva mezcla arreglada y dirigida por Pee Wee Ellis. 

## Créditos
- George Benson – guitarra eléctrica
- Earl Klugh - guitarra eléctrica, guitarra acústica
- Ron Carter - contrabajo
- Gary King - bajo (en el tema "Body Talk")
- Jack DeJohnette - batería
- Mobutu - congas
- Harold Mabern - piano eléctrico
- Gerald Chamberlain,  Dick Griffin - trombón
- Jon Faddis, John Gatchell,  Waymon Reed - trompeta/fliscorno
- Frank Foster - saxofón tenor

## Producción
LP 1973
- Creed Taylor - productor
- Rudy Van Gelder - ingeniero de sonido
- Pete Turner - fotografía de portada
- Steve Salmieri - fotografía interior
- Bob Ciano - diseño del álbum

CD 1989
- Didier C. Deutsch - productor / notas de crédito
- Todd Whitelock - ingeniero de mezcla
- Mark Wilder - ingeniero de remasterización